# Chiesa di San Filippo Neri (Cingoli)
La chiesa di San Filippo Neri è un edificio storico-religioso di Cingoli, nelle Marche.
Sorge in Via San Filippo e rappresenta un notevole esempio di decorazione barocca.

## Storia e descrizione

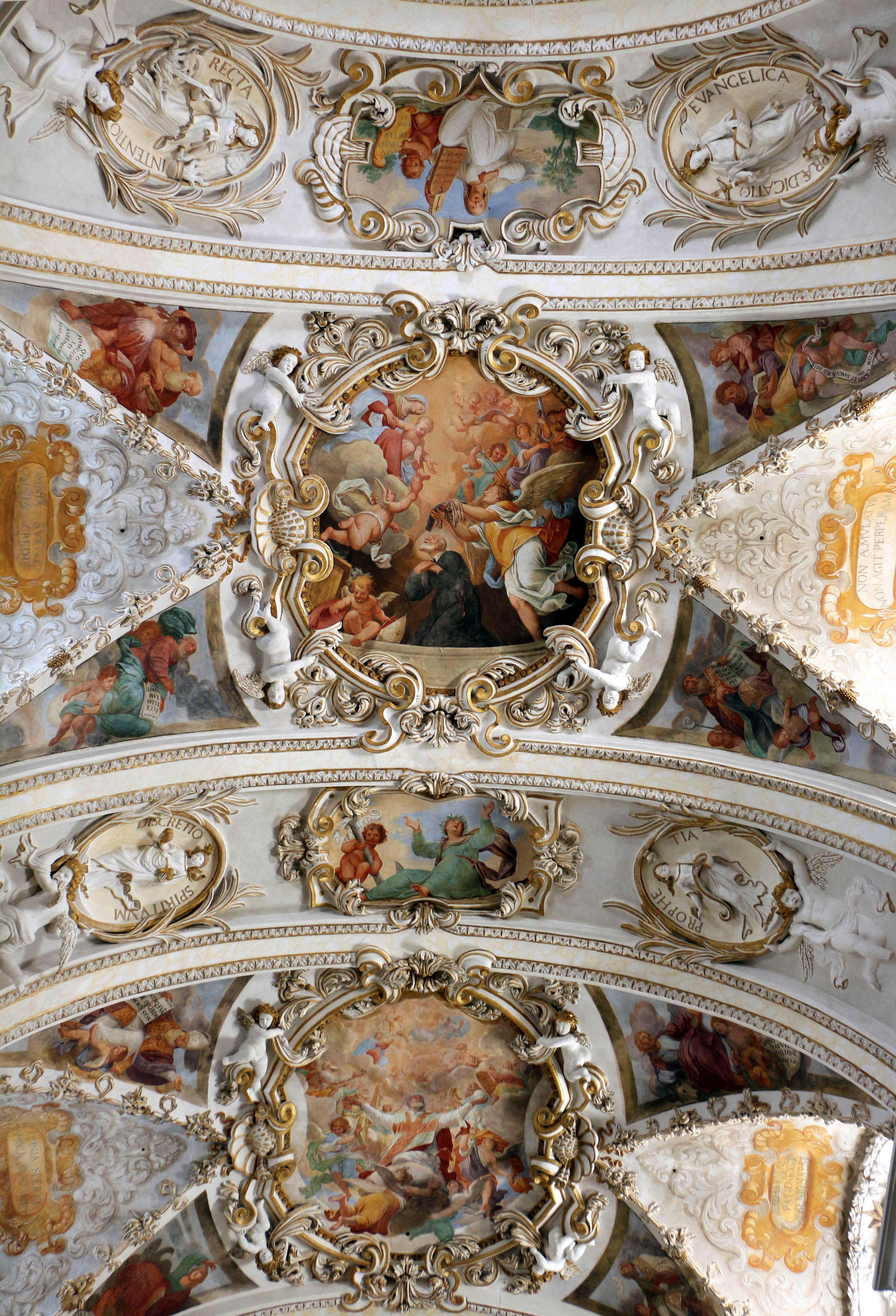
La volta.

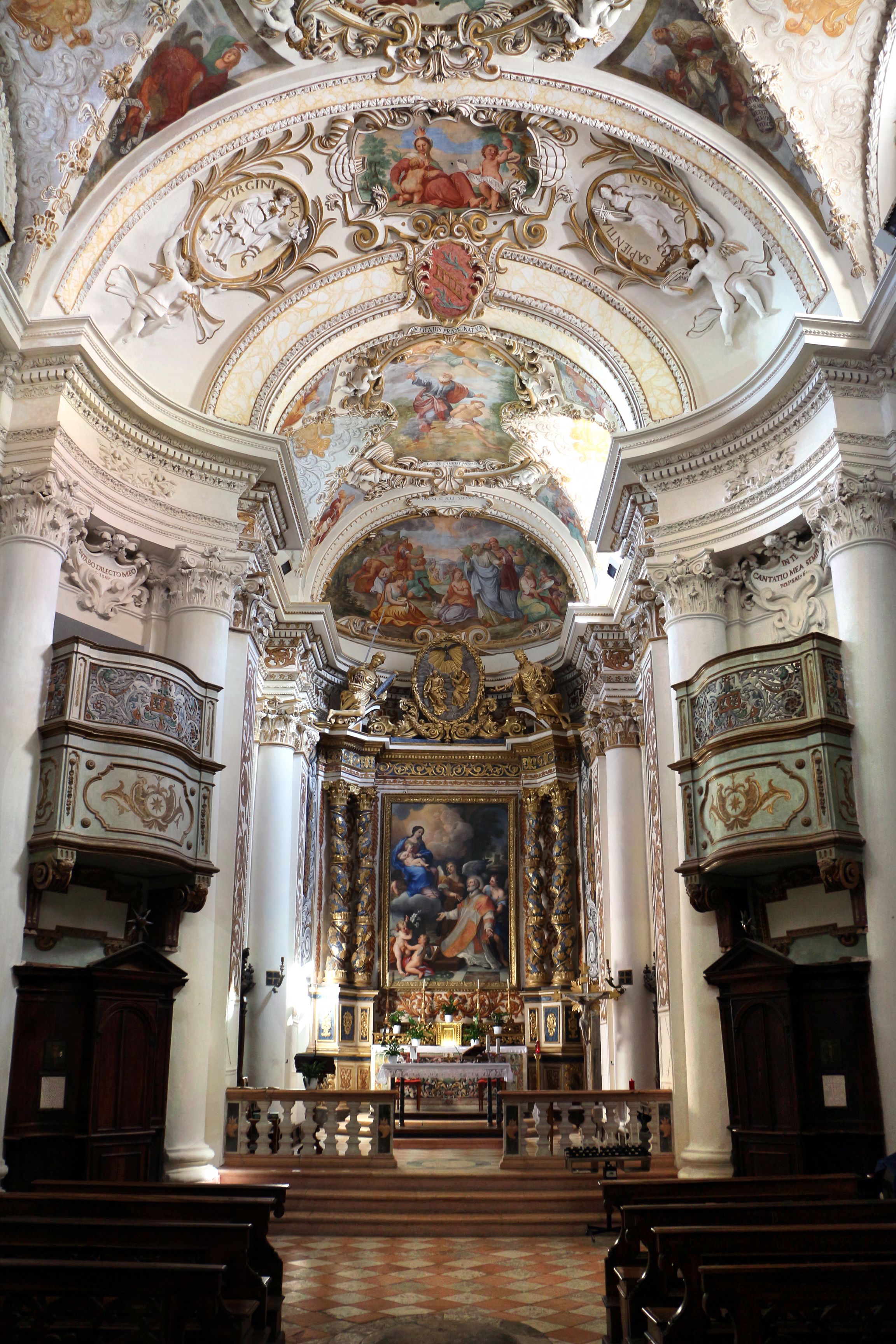
L'interno barocco.

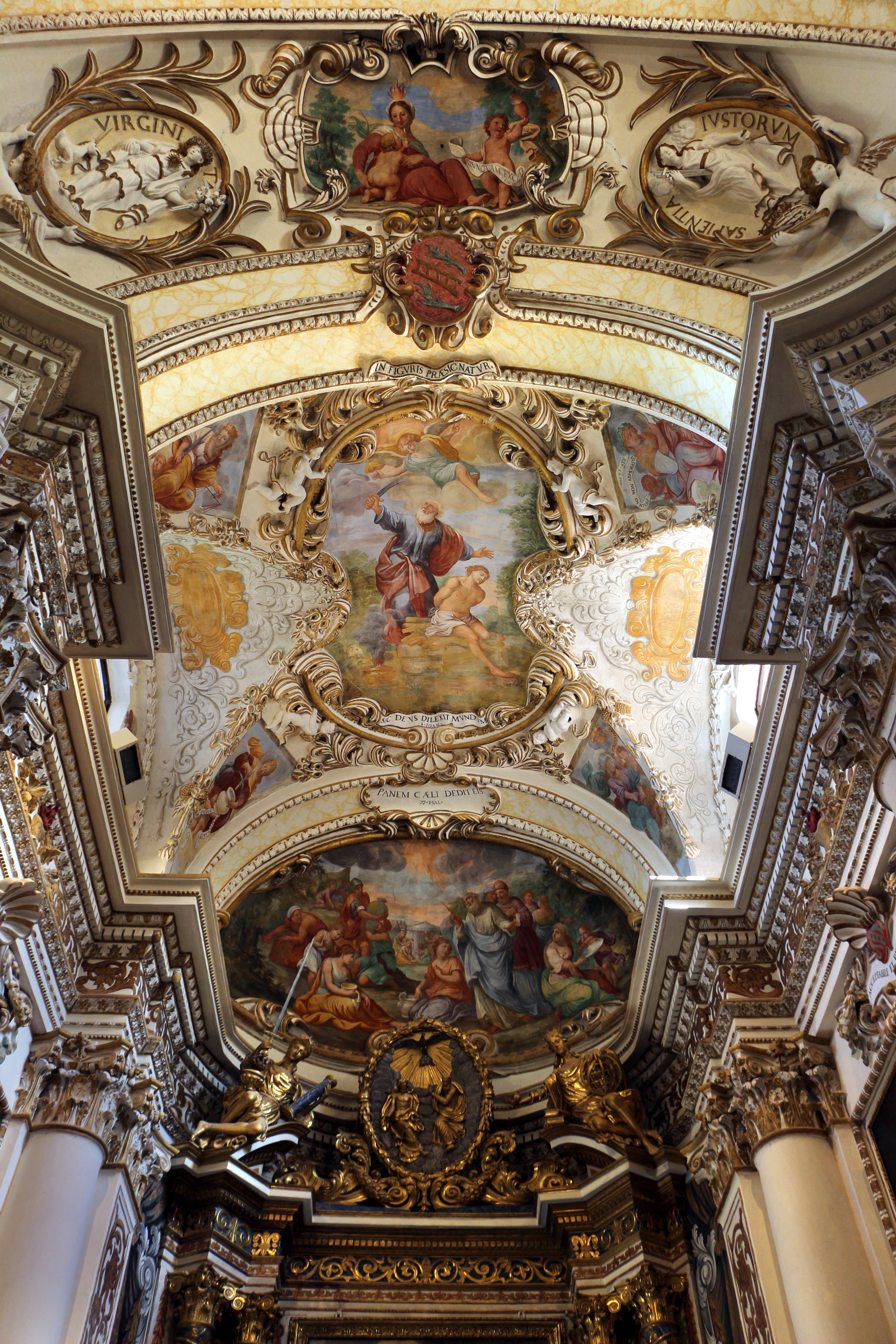
Il presbiterio della Chiesa di San Filippo Neri.

Sul luogo sorgeva già dal XIII secolo una pieve dedicata alla Vergine Maria, dove nel 1267 vi fu ordinato sacerdote fra Nicola da Castel Sant'Angelo, futuro San Nicola da Tolentino. Nel 1461 la chiesa venne elevata a prepositurale dal Vescovo Gaspare Zacchi e nel 1466 vi predicò San Giacomo della Marca.
A partire dal 1481 la chiesa venne ristrutturata e il campanile fu ricostruito. Elevata a collegiata nel 1530 da papa Clemente VII, era la chiesa più importante della città, nominata Santa Maria della Pieve, o Santa Maria Maggiore. Tuttavia ben presto divenne presto troppo piccola per la crescente comunità, così si costruì sulla piazza centrale un altro edificio maggiore, l'attuale Duomo.
Dal 1664 la chiesa fu affidata ai Filippini che, col lascito dell’arciprete Angelo Gentiloni, ricostruirono l'edificio a partire dal 1685. L'architetto fu Giovan Battista Contini che conservò la parte inferiore della facciata e la fiancata destra, romaniche, e la base del campanile, rinascimentale. Venne mantenuta anche la pianta a navata unica con abside semicircolare. L'interno venne invece completamente rinnovato, dotato di cappelle laterali a nicchia e di una fastosa decorazione barocca a stucchi e affreschi che rappresentano Scene bibliche e figure allegoriche. Il nuovo edificio fu consacrato dal vescovo osimano Opizio Pallavicini nel 1694 e dedicato a San Filippo Neri.
La scenografica decorazione della volta è opera del pittore anconetano Pier Simone Fanelli in collaborazione con Paolo Marini da San Severino Marche eseguita tra il 1691 e il 1694 e raffigurante, nei grandi medaglioni, la Vergine col Bambino che appare a San Filippo Neri e la Gloria del Santo.
Nel presbiterio il sontuoso altare maggiore, affiancato da due coppie di colonne tortili, ospita la tela con la Madonna col Bambino che appare a San Filippo Neri attribuita a Carlo Maratta, magari con l'intervento di qualche aiuto, o a qualche suo allievo e databile probabilmente all'ultimo decennio del Seicento.
Nel catino absidale è l'affresco eseguito da Paolo Marini con la Caduta della manna, mentre nella volta è il Sacrificio di Isacco al centro e le Allegorie delle Virtù Cardinali, Giustizia, Temperanza, Fortezza e Prudenza nei quattro pennacchi.